# Kapteyn b
Kapteyn b – planeta pozasłoneczna krążąca wokół Gwiazdy Kapteyna, jedna z dwóch w tym układzie planetarnym. Jej wyznaczona orbita znajduje się w ekosferze gwiazdy; jest ona najstarszą obecnie znaną planetą, na której potencjalnie może istnieć życie pozaziemskie. Istnienie planety zostało podane w wątpliwość w pracy z 2015 roku, a następnie ponownie potwierdzone w 2016 roku.

## Odkrycie
Planeta została wykryta metodą dopplerowską, poprzez analizę okresowych wahań prędkości radialnej Gwiazdy Kapteyna, razem z chłodniejszą planetą Kapteyn c, krążącą poza ekosferą. Odkrycia dokonano przy wykorzystaniu spektrometru HARPS w europejskim obserwatorium La Silla w Chile w 2014 roku. Odkrycie zostało zweryfikowane przez pomiary spektrometryczne w Obserwatorium Kecka i Obserwatorium Las Campanas. Nazwa planety wywodzi się od gwiazdy centralnej systemu, charakteryzującej się wyjątkowo dużym ruchem własnym na tle gwiazd, odkrytym w 1897 roku przez Jacobusa Kapteyna; litera b standardowo oznacza, że jest to pierwsza planeta odkryta w systemie.
Wyniki analiz opublikowanych w 2015 roku wskazywały, że sygnał przypisywany planecie jest współmierny z obrotem gwiazdy, a tym samym jest przejawem jej aktywności. Jednak późniejsze analizy zrewidowały okres obrotu gwiazdy ze 143 na 85 dni co usunęło współmierność i argument za nieistnieniem planety.

## Charakterystyka
Kapteyn b, ma masę minimalną 4,8 razy większą niż masa Ziemi. Jej rozmiary nie są znane, co nie pozwala określić natury tego ciała: może to być skalista superziemia, ale niewykluczone, że jest to gazowy karzeł podobny do Neptuna (choć znacznie cieplejszy). Krąży po eliptycznej orbicie, w całości mieszczącej się w obrębie ekosfery gwiazdy. Okres orbitalny (rok) tej planety to nieco ponad 48 dni. Do planety dociera strumień promieniowania równy 45% strumienia docierającego do Ziemi; jest to promieniowanie o większych długościach fal. Temperatura powierzchni Kapteyna b (bez uwzględnienia wpływu atmosfery) może zmieniać się od 188 K w aphelium do 233 K w peryhelium (średnia wynosi 207 K). Indeks podobieństwa do Ziemi tej planety został wstępnie oceniony na 0,68, zatem jest wyższy niż dla Marsa. Jeżeli planeta miałaby skalistą powierzchnię i atmosferę podobną do ziemskiej, byłaby chłodniejsza, ale przy wyższej masie prawdopodobnie posiada gęstszą atmosferę, a także wyższą i stabilniejszą temperaturę. Ogólnie warunki na powierzchni mogą być podobne do panujących na Gliese 667 Ce.
Ze względu na niedużą odległość od gwiazdy (średnio ok. 25 milionów kilometrów, ponad dwa razy bliżej niż Merkury względem Słońca) planeta znajduje się w strefie, w której dochodzi do synchronizacji obrotu z obiegiem (choć eliptyczność orbity planety może uchronić ją przed pełną synchronizacją, a przynajmniej zapewnia dużą librację).
Planeta ma krążyć wokół Gwiazdy Kapteyna, która jest jedną z gwiazd najbliższych Ziemi i najbliższym znanym obiektem populacji halo galaktycznego. Prawdopodobnie wywodzi się z karłowatej galaktyki satelickiej rozerwanej przez Drogę Mleczną, której największą pozostałością jest gromada omega Centauri. Gwiazda Kapteyna jest starą gwiazdą, liczy około 11,5 miliarda lat; planety zazwyczaj tworzą się razem z gwiazdami. Zatem jeżeli Kapteyn b jest planetą o skalistej powierzchni, zdatną do życia, potencjalne organizmy żywe mogły zacząć rozwijać się nawet siedem miliardów lat wcześniej niż na Ziemi. Niemniej wiek tej planety może być także problemem dla potencjalnego życia. Z czasem aktywność geologiczna planety spada, co ostatecznie prowadzi do zatrzymania obiegu węgla, a wówczas wietrzenie usuwające dwutlenek węgla prowadzi do ochłodzenia klimatu (i spadku ciśnienia), być może aż do globalnego zlodowacenia.

## W fantastyce naukowej
Pisarz fantastyki naukowej, Alastair Reynolds, napisał o tej planecie opowiadanie Sad Kapteyn. Opisuje ono badania planety w odległej przyszłości przez międzygwiezdną sondę kosmiczną, wysłaną z Ziemi.